# Andrágoras

A Pártia (em bege) sob Andrágoras, separou-se do Império Selêucida (em vermelho), em 247-245 a.C.

Andrágoras (m. 238 a.C.) foi um sátrapa selêucida da província da Pártia (Partahia) durante o reinado dos governantes selêucidas Antíoco I Sóter e Antíoco II Teos.
Andrágoras declarou independência do Império Selêucida entre 247 e 245 a.C., período no qual os selêucidas estavam envolvidos num conflito com o Egito ptolemaico. A revolta ocorreu logo depois do Reino Greco-Bactriano ter também se separado dos selêucidas, e Andrágora pode ter se aliado ao novo rei bactriano, Diódoto I. Como forma de desafiar seus antigos superiores, Andrágoras cunhou moedas com seu nome, na qual aparece usando a diadema real.
Seu governo, no entanto, durou apenas alguns anos, antes de ser derrotado e morto, por volta de 238 a.C., pelos parnos, liderados por Ársaces, dando início ao Império Parta.
"Ele (Ársaces) estava habituado a uma vida de pilhagem e roubo, quando ouviu a respeito da derrota de Seleuco contra os gauleses. Livre do temor que sentia pelo rei, atacou os partas com um bando de ladrões, derrotando seu prefeito, Andrágoras, e, após o matar, assumiu o poder sobre a nação."